# Jonathan Morgan Heit
Jonathan Morgan Heit (Kalifornia, 2000. július 16. –) amerikai színész.
Legismertebb alakítása Patrick a 2008-as Esti mesék című filmben.
A fentiek mellett a Jake és Sohaország kalózai című sorozatban is szerepelt.

## Élete és pályafutása
Édesanyja Melissa Segal, édesapja Jay Heit.
Első filmszerepe Adam Sandler Esti mesék című filmben volt, ahol Patrickot alakította. 2010-ben a Valentin nap című filmben szerepelt. Ő volt Cubby hangja a Jake és Sohaország kalózai című sorozat első három évadában.

## Filmográfia

### Filmek
| Év   | Magyar cím                      | Eredeti cím                              | Szerep               | Magyar hang     |
| ---- | ------------------------------- | ---------------------------------------- | -------------------- | --------------- |
| 2013 | Szuperebek                      | Super Buddies                            | Pete                 |                 |
| 2013 | A szörny mentőakció             | Escape from Planet Earth                 | Kip Supernova (hang) | Pál Dániel Máté |
| 2011 |                                 | Wish Wizard                              | Larry                |                 |
| 2011 |                                 | Starsucker                               | Gabriel              |                 |
| 2010 | Karácsonyi kutyabalhé           | The Search for Santa Paws                | Jimmy                |                 |
| 2010 | Párterápia                      | Date Night                               | Oliver Foster        |                 |
| 2010 | Valentin nap                    | Valentine's Day                          | Franklin             |                 |
| 2009 | Santa Buddies – Mikulás haverok | Santa Buddies: The Legend of Santa Paws  | Mud Bud (énekhang)   |                 |
| 2008 |                                 | Holly and Hal Moose: Christmas Adventure | Weston (hang)        |                 |
| 2008 | Esti mesék                      | Bedtime Stories                          | Patrick              | Straub Martin   |

### Televíziós szerepek
| Év        | Magyar cím                 | Eredeti cím                       | Szerep          | Megjegyzések                            |
| --------- | -------------------------- | --------------------------------- | --------------- | --------------------------------------- |
| 2013–2015 |                            | Granite Flats                     | Arthur Milligan | főszereplő                              |
| 2011–2016 | Family Guy                 | Family Guy                        | gyerek (hang)   | 15 epizód                               |
| 2011–2015 | Jake és Sohaország kalózai | Jake and the Never Land Pirates   | Cubby (hang)    | főszereplő magyar hangja Straub Martin  |
| 2011      | Egy kapcsolat szabályai    | Rules of Engagement               | Leland          | 1 epizód: Uh-Oh It's Magic              |
| 2009      | Így jártam anyátokkal      | How I Met Your Mother             | fiú             | 1 epizód: Pofonadás 2: A pofon visszaüt |
| 2009      | Monk – A flúgos nyomozó    | Monk                              | Billy Cooper    | 1 epizód: Mr. Monk kedvenc sorozata     |
| 2007      |                            | The Showbiz Show with David Spade | fiú             | 1 epizód                                |
| 2007      | Vészhelyzet                | ER                                | Jessie          | 1 epizód: Meghalni könnyű               |
| 2006      |                            | General Hospital                  | kisgyerek       | 1 epizód: 1.11201                       |
| 2006      | Magánügyek                 | Close to Home                     | Frankie Waters  | 1 epizód: Community                     |